# (8884) 1994 CM2
1994 سي أم 2 (ويعرف أيضًا باسم (8884) 1994 سي أم 2 وفق تسمية الكوكب الصغير) (بالإنجليزية: 1994 CM2)‏ هو كويكب ضمن حزام الكويكبات؛ وترتيبه 8884 من حيث الاكتشاف.
اكتُشف هذا الجُرم الفلكي بواسطة ألان س. جيلمور في 12 فبراير 1994.

## وصلات خارجية
- (8884) 1994 CM2 في قاعدة بيانات مختبر الدفع النفاث لأجرام النظام الشمسي الصغيرة

- الاكتشاف · مخطط المدار ·  العناصر المدارية · المعلمات المادية

- (8884) 1994 CM2 على موقع ويكي سكاي: DSS2, SDSS, GALEX, IRAS, Hydrogen α, X-Ray, Astrophoto, Sky Map, Articles and images